# Pigs and Parasites
Pigs and Parasites è un EP split della band hardcore punk svedese The Vectors e della band Frantic, pubblicato nel 2011 dalla SIK Records.

## Tracce
Lato A - The Vectors
1. Festering Teenage Mind
2. Rat Race
3. Sucking The Cocks of The Parasites

Lato B - Frantic
1. (Gimmie Some) More
2. Pig

## Formazione
The Vectors
- Karl Backman - voce, chitarra
- Pelle Backman - voce, basso
- Jens Nordén - batteria

Frantic
- Arvid Malm - voce, chitarra
- Anton Persson - chitarra
- Andreas "Fakiren" Eriksson - basso
- Oskar Sandlund - batteria[1]